# Leeos
Los leeos eran una tribu peonia que en el siglo IV a. C. vivían en la vecindad de la de los agrianes, otra tribu peonia, a lo largo del curso alto del río Estrimón, en el límite occidental de Tracia. 
No fueron incorporados al reino odrisio ni a Peonia, permaneciendo como una tribu independiente fuera de las fronteras de ambos reinos. Según Tucídides, los leeos junto con los agrianos, los díos, y otras tribus, se unieron al rey odrisio Sitalces en su fallida campaña contra Pérdicas II de Macedonia.
Las monedas acuñadas por los leeos han sido consideradas de manufactura rudimentaria e imitaciones de las emitidas por otras tribus peonias vecinas. Una moneda típica lleva la inscripción LAIAI (leeos) en el anverso, y a Pegaso en un cuadrado lineal doble en el reverso. Está poco claro si los leeos fueron o no conquistados por Filipo II o Alejandro Magno, aunque sus vecinos son documentados por historiadores como Arriano como clientes del rey.